# Sudans herrlandslag i volleyboll
Sudans herrlandslag i volleyboll representerar Sudan i volleyboll på herrsidan. Laget har deltagit i afrikanska mästerskapet, panarabiska spelen och Islamic Solidarity Games.

### Fotnoter
1. ↑  Todor Krastev. ”Men Volleyball V Africa Championship 1983 Cairo, Egypt 07-14.12 - Winner Egypt (2nd)” (på engelska). http://todor66.com/volleyball/Africa/Men_1983.html. Läst 20 april 2024.
2. ↑  Goalzz. ”The First Islamic Solidarity Games - 2005 - Volleyball - Preliminaries” (på engelska). https://www.goalzz.com/main.aspx?c=1189&stage=1. Läst 19 april 2024.
3. ↑  ”5th ISLAMIC SOLIDARITY GAMES MEN” (på engelska). Turkiets volleybollförbund. https://tvf-web.dataproject.com/CompetitionStandings.aspx?ID=84&PID=164. Läst 19 april 2024.
4. ↑  Senaste tillfället då någon kontrollerade att de inmatade tabelluppgifterna stämmer. Uppgifter kan ha matats in senare utan att kontrolleras av någon annan